# Majasaari (ö i Södra Savolax, Nyslott, lat 61,82, long 29,26)
Majasaari är en halvö i Finland. Den ligger i sjön Pihlajavesi och i kommunen Nyslott i  landskapet Södra Savolax, i den sydöstra delen av landet, 290 km nordost om huvudstaden Helsingfors.